# Lloret de raquetes capblau
El lloret de raquetes capblau (Prioniturus platenae) és una espècie d'ocell de la família dels psitàcids que habita la selva humida de les terres baixes de Palawan i les illes Balabac i Calamian, al sud-oest de les Filipines.
L'espècie es considerava anteriorment coespecífic amb el lloret de raquetes de corona blava (P. discurus). Localment, es coneix com a "kilit". Habita en boscos humits de terres baixes en petits estols. Està amenaçat per la destrucció de l'hàbitat i la captura limitada per al comerç d'ocells de gàbia.

## Descripció
El lloret de raquetes capblau fa entre 27 i 28 cm de llarg. El plomatge és verd amb un cap blau clar brillant, les ales inferiors blaves (excepte les cobertores verdes) i, en el mascle, el pit és blavós. El bec és gris blavós i l'iris és groguenc. L'espècie emet una varietat de crits estridents amb alguna frase musical ocasional.
Es troba juntament amb el lloro becgros de corona blava, però no té el bec vermell. La veu inclou diversos crits estridents i xiscles estridents".

## Ecologia i comportament
Se sap poca cosa sobre aquest lloro. Sol anar en parelles o petits estols, i tendeix a ser molt sorollós en vol, però més silenciós mentre s'alimenta. L'espècie s'alimenta d'una àmplia varietat de fruits secs i fruites. S'alimenta regularment a les plantacions de bananers, cosa que provoca certa persecució com a plaga.
Com tots els altres llorets de raquetes, nien en cavitats d'arbres. Per tant, depenen d'arbres grossos per poder reproduir-se.

## Hàbitat i estat de conservació
L'espècie és endèmica de les illes de Palawan, l'illa de Balabac, l'illa de Dumaran, Linapacan, Culion i l'illa de Busuanga. Habita en boscos de terres baixes i zones cultivades adjacents, i ocasionalment en matolls i manglars, a altituds de fins a almenys 650 m.
Actualment, l'espècie està classificada com a Vulnerable per la UICN, i ho ha estat des del 1994. La població s'ha estimat entre 1.500 i 7.000 individus madurs, i es creu que la població està disminuint.
La desforestació es considera la pitjor amenaça. A Palawan, la desforestació ha estat ràpida a causa de les grans operacions mineres i de tala. L'extracció de cromita a Palawan (i les illes circumdants) ha contribuït principalment a la destrucció de l'hàbitat a la zona. La tala il·legal sembla prevalent al sud de Palawan, posant encara més en risc el lloret de raquetes capblau. La captura per al comerç il·legal d'animals de companyia exòtics té un impacte menor, ja que normalment només es captura i es ven localment, amb molt pocs enviaments que surten de la zona de Palawan. La major part de les vegades, els ocells moren ràpidament en captivitat.
L'espècie és present a les zones de conservació, pel fet que tot Palawan és tècnicament una reserva de caça on la caça és il·legal (tot i que encara es produeix), i hi ha poblacions en diverses altres zones protegides. La Fundació Katala ha iniciat campanyes de sensibilització i festivals.
Les accions de conservació proposades inclouen estudis als boscos de terres baixes restants a tota l'àrea de distribució. Buscar un major control del comerç d'ocells de gàbia. Donar suport a l'ampliació proposada del Parc Nacional del Riu Subterrània de Puerto Princesa. Reprimir la tala il·legal i garantir que els impactes ambientals de les operacions mineres proposades s'avaluïn adequadament i que es mitiguin els danys. Avaluar els danys que causa als cultius i abordar l'amenaça de persecució mitjançant el desenvolupament de mesures de mitigació alternatives per als agricultors. Dur a terme campanyes de sensibilització sobre l'estatus protegit de l'espècie